# The Supermen Lovers
The Supermen Lovers – pseudonyme de Guillaume Atlan – est un compositeur et producteur de musique électronique né à Paris le 9 février 1975.
Il est principalement connu pour le tube Starlight, qui est nommé aux Victoires de la Musique en 2002 dans la catégorie Vidéo-clip, tandis qu'Atlan est nommé aux MTV Europe Music Awards 2001 dans la catégorie Meilleur artiste français.

## Biographie
Guillaume Atlan naît à Paris 14e, d'une mère assistante sociale et d'un père médecin généraliste mélomane et batteur du groupe Mose. Il a une sœur, Isabelle, de 3 ans sa cadette.
A l'âge de huit ans, il entame des études de solfège et de piano, au conservatoire Francis-Poulenc, à Paris, pendant huit ans. Vers 16 ans, il commence à jouer dans plusieurs formations d'acid jazz-funk et enchaîne des petits boulots de piano-bar dans des soirées privées, ainsi qu'à Eurodisney. Après un DEUG d'éco-gestion à l'université Dauphine Paris IX, Guillaume décide d'arrêter la fac pour se consacrer uniquement à la musique.
Il découvre la musique électronique en 1994 avec des artistes tels que Daft Punk, The Chemical Brothers, Étienne de Crécy, Basement Jaxx et toute la scène House de chicago et Detroit (Derrick Carter, Gemini, JT Donaldson…).
Il signe son premier disque de musique électronique sur le label Cyclo en Angleterre sous le pseudo de « School» un duo qu'il monte avec Stéphane Bejean-Lebenson. Le morceau Ain’t no Love sera remixé en 1999 par Larry Heard.
Puis, il monte son premier label Lafessé Records en 1999 et commence à produire des disques de house music sous le pseudo Stan de Mareuil,.
En 2000, il commence le projet « The Supermen Lovers » en hommage au morceau de Johnny « Guitar » Watson Superman Lover. Après un premier titre Marathon Man sorti sur son label, Guillaume compose le titre Starlight. Mani Hoffman le rejoint sur ce titre et interprète et coécrit les textes avec Guillaume. Les chœurs féminins sont interprétés par Onili (en). Le succès du morceau Starlight est immédiat et Guillaume signe son premier album The Player sur la maison de disque BMG en 2001. Starlight est no 2 en France, et en Angleterre et emporta un grand succès dans beaucoup de pays du monde (Belgique, Australie, Allemagne, Espagne, Italie). Le clip réalisé par David Nicolas Honoré de Barzolff est récompensé au Festival du Film d'animation d'Annecy.
L'album The player comporte plusieurs morceaux qui sont devenus des classiques de la musique électronique (Family Business, Hard Stuff, Diamonds for Her, Dance with you…). Guillaume entre avec ce premier album dans le club très fermé de la French Touch.
Après une série d'EP's,,,(format quatre titres), sortis de 2001 à 2004, l'album Boys in the Wood voit le jour fin 2004. Cet album regroupe essentiellement des morceaux pour les discothèques tels que Rebirth, The Howling Session ou The Mission.
En 2008, Guillaume Atlan rencontre Rick Baileydu groupe de funk légendaire « Delegation ». Ce dernier demande à Guillaume de produire une nouvelle version du hit You & I[source insuffisante].
À partir de cette rencontre, Guillaume Atlan décida de commencer un nouvel album en invitant plusieurs stars de la Funk des années 1980 dont Rick Bailey (Delegation) et Norma Jean Wright du groupe Chic. En collaboration avec le label La Tebwa, le 3e album studio Between The Ages,,,, sort en novembre 2011. Les titres Say no More, C’est bon, et Take a Chance reçurent un accueil chaleureux des médias européens ainsi que des clubs et se virent remixé par des artistes internationaux tels que Todd Edwards, Chloé et Aka Aka,.
En janvier 2011, Guillaume a remis sur pied les lives, « The Supermen Lovers » en adoptant une formule électro analogique mélangeant synthétiseurs, séquenceurs, guitares et section cuivre. Il est aussi sollicité depuis 2011 par de nombreux artistes de la scène électronique européenne pour des remixes tels que Jupiter, Andy, Spiller ou S'Express.
En 2013, Guillaume décide de créer un nouveau label « Word Up Records » en hommage au morceau de Cameo sur lequel il sort 2 nouvel EP Absolute Disco EP (2016), "Walking on the moon EP" (2017), et Clock Sucker EP, en prélude à son nouvel album.
Ce nouveau label est l'occasion pour lui de sortir et de signer de nombreux artistes comme Entschuldigung, Neumodel, Roommates, Fell Reis, Kill this Kant et d'autres.
En 2019, Guillaume Atlan signe la bande originale du film La Lutte des classes de Michel Leclerc.
À la suite d'allers-retours entre Paris et Kyiv en 2018 et 2019, Guillaume décide de composer et produire un nouvel album « Body Double » qui sortira en mai 2022 sur son label Word Up Records et La tebwa.

## Discographie

### Singles
- 2000 : Underground Disco EP
- 2001 : Starlight (feat. Mani Hoffman)
- 2001 : Ultimate Disco EP
- 2002 : Diamonds for Her
- 2003 : Hard Stuff
- 2003 : Fantasia Disco EP
- 2004 : Noctus Delectatum Disco EP
- 2005 : Material Disco EP
- 2008 : You & I
- 2010 : Take a chance
- 2011 : Foundation Disco EP
- 2011 : C'est bon
- 2012 : Fantasma Disco EP
- 2012 : We Got That Booty EP
- 2013 : Moments EP
- 2014 : Beats of Love
- 2016 : Absolute Disco EP[39]
- 2017 : Walking On The Moon EP[40]
- 2018 : Clock Sucker EP[37]
- 2020 : Pigeon
- 2021 : Requiem for a Bitch EP
- 2022 : My Only EP
- 2025 : Starlight (The Fame) (feat. OneRepublic)